# Dactyladenia hirsuta
Dactyladenia hirsuta là một loài thực vật có hoa trong họ Cám. Loài này được (A.Chev. ex De Wild.) Prance & F.White mô tả khoa học đầu tiên năm 1979.